# عزیزآباد (خدابنده لو)
عزیزآباد روستایی در دهستان خدابنده لو بخش مرکزی شهرستان صحنه استان کرمانشاه ایران است.

## جمعیت
بر پایه سرشماری عمومی نفوس و مسکن در سال ۱۳۹۵ جمعیت این مکان ۶۳ نفر (۱۶خانوار) بوده‌است.